# José Alfredo Martínez de Hoz (padre)
José Alfredo Martínez de Hoz (1 de diciembre de 1895-26 de enero de 1976) fue un estanciero argentino.

## Biografía
Nieto del fundador de la familia Martínez de Hoz, Narciso, se educó en el Colegio Eton en Inglaterra. Era propietario del haras Chapadmalal, en cercanías de la estación del mismo nombre.
Entre las empresas en que invertía estaba La Forestal, de cuyo directorio formó parte.
Llegó a ser presidente de la Asociación de Criadores Argentinos de Shorthorn, fue vicepresidente de CARBAP y entre 1946 y 1950 presidió la Sociedad Rural Argentina. Un predio de la sede de la Sociedad Rural en el porteño barrio de Palermo lo recuerda.
Falleció en Buenos Aires en 1976; estaba casado con Carola Cárcano Sáenz de Zumarán. Su hijo homónimo fue ministro de Economía de la última dictadura militar, el autodenominado Proceso de Reorganización Nacional.